# Підкіпка чорновуса
Підкіпка чорновуса (Geobiastes squamiger) — вид сиворакшоподібних птахів родини підкіпкових (Brachypteraciidae).

## Поширення
Ендемік Мадагаскару. Мешкає у тропічних низинних дощових лісах вздовж східного узбережжя країни на висоті до 1000 м над рівнем моря від національного парку Марожежі до національного парку Андохахела. У південній частині ареалу трапляється спорадично.

## Опис
Тіло завдовжки 27-31 см. Голова, горло, груди та черево вкриті рябим, чорно-білим, лускатим візерунком. Від очей до шиї лежить чорна смуга. Спина мідно-коричневого забарвлення. Крила зелені з білими кінчиками. Хвіст в основі зелений, по центру коричневий, край блакитний, а по боках чорний. Низ хвоста рябий.

## Спосіб життя
Трапляється в первинних тропічних лісах з темними, вологими ділянками. Інколи спостерігався у вторинних лісах. Живиться безхребетними та дрібними хребетними. Сезон розмноження припадає на жовтень-січень. Утворює моногамні пари. Гнізда будує у норах завглибшки 55-77 см. Діаметр нори — 6,5-10 см. Гнізда, як правило, знаходяться біля джерел води. У гнізді одне яйце. Інкубація триває 18 днів. Насиджує самиця. Самець в цей час підгодовує її. За пташенятами доглядають обоє батьків.